# David Darlow (Schauspieler)
David Darlow (* 25. Dezember 1943 in Jerusalem) ist ein US-amerikanischer Film- und Theaterschauspieler sowie Theaterregisseur.

## Leben
David Darlow wurde am ersten Weihnachtstag 1943 in Jerusalem geboren. In den ersten Lebensjahren wuchs er in Tel Aviv auf. Später ließ er sich in den Vereinigten Staaten nieder.
Darlow begann seine Karriere am Theater. Als Regisseur inszenierte er Off-Broadway 1974 das Stück Demons: A Possession die New Yorker Playwrights Horizons. Überwiegend wirkte Darlow aber als Schauspieler und Regisseur in Chicagoer Theatern wie dem Goodman Theatre, dem Chicago Shakespeare Theater und der Remy Bumppo Theatre Company. Er war mehrfach für den Chicagoer Theaterpreis Jeff Award nominiert, sowohl als Schauspieler als auch als Regisseur. 2001 wurde er mit dem Preis in der Kategorie Actor in a Supporting Role – Play für seine Rolle in Endgame ausgezeichnet. Darlow war auch für einige Zeit künstlerischer Leiter des Oak Park Festival Theatre.
Seit Mitte der 1970er Jahre war Darlow auch in Film- und Fernsehproduktionen zu sehen. Zunächst übernahm er kleinere Nebenrollen in Fernsehserien wie Barney Miller, Barnaby Jones, Dallas, Buck Rogers oder Simon & Simon. Später trat Darlow auch in Spielfilmen wie Miller’s Crossing, Auf der Flucht, Road to Perdition, The Weather Man, Ab in den Knast und First Impact – Der Paketbombenjäger auf.
Darlow war in erster Ehe von 1991 bis zur Scheidung 2003 mit der Dramatikerin und Theaterschauspielerin Kristine Thatcher verheiratet; 1991 adoptierten beide eine Tochter. Seit 2006 ist Darlow in zweiter Ehe mit Rachel Silverman Darlow verheiratet.

## Filmografie (Auswahl)
Schauspieler
- 1976, 1979: Barney Miller (Fernsehserie, 2 Episoden)
- 1977, 1979: Barnaby Jones (Fernsehserie, 3 Episoden)
- 1977: The Hunted Lady (Fernsehfilm)
- 1978: The Runaways (Fernsehserie, 1 Episode)
- 1979: Dallas (Fernsehserie, 1 Episode)
- 1980: Buck Rogers (Fernsehserie, 1 Episode)
- 1981: Through the Magic Pyramid (Fernsehfilm)
- 1982: Simon & Simon (Fernsehserie, 1 Episode)
- 1985: Born to Kill (Fernsehfilm)
- 1985: First Steps (Fernsehfilm)
- 1986: Street Hunter (Fernsehfilm)
- 1990: Miller’s Crossing
- 1992: Im Netz der Lügen (Legacy of Lies, Fernsehfilm)
- 1993: Auf der Flucht (The Fugitive)
- 1993: Missing Persons (Fernsehserie, 1 Episode)
- 1993: Die Unbestechlichen (The Untouchable, Fernsehserie, 1 Episode)
- 1994: The Magic Door (Fernsehserie, 1 Episode)
- 1997: Harlem, N.Y.C. – Der Preis der Macht (Hoodlum)
- 1999: Ride with the Devil
- 2000: Allein gegen die Zukunft (Early Edition, Fernsehserie, 1 Episode)
- 2000: High Fidelity
- 2002: Design
- 2002: Road to Perdition
- 2002: Wer tötete Victor Fox? (Unconditional Love)
- 2002: Lana's Rain
- 2005: Phobic (Kurzfilm)
- 2005: The Weather Man
- 2005: Prison Break (Fernsehserie, 1 Episode)
- 2006: Ab in den Knast (Let’s Go to Prison)
- 2008: Eden Court
- 2008: Wäre die Welt mein (Were the World Mine)
- 2008: The Express
- 2010: True Nature
- 2013: First Impact – Der Paketbombenjäger (No God, No Master)
- 2014, 2019: Chicago Fire (Fernsehserie, 2 Episoden)
- 2015: Empire (Fernsehserie, 1 Episode)
- 2024: Emperor of Ocean Park (Fernsehserie, 5 Episoden)

## Theatrografie (Auswahl)
Schauspieler
- 1985: The Philanthropist (Court Theatre, Chicago)
- 1985: Arms and the Man (Court Theatre, Chicago)
- 1985: Every Good Boy Deserves Favor (Court Theatre, Chicago)
- 1985: The Real Thing (Northlight Theatre, Skokie)
- 1987: The Taming of the Shrew (Oak Park Festival Theatre, Oak Park)
- 1988: Doctor Faustus (Court Theatre, Chicago)
- 1988: The Merchant of Venice (Oak Park Festival Theatre, Oak Park)
- 1989: The Misanthrope (Goodman Theatre, Chicago)
- 1989: The Misanthrope (La Jolla Playhouse Mandell Weiss Theatre, La Jolla)
- 1991: Measure for Measure (Court Theatre, Chicago)
- 1995: Three Hotels (Rachel Silverman Productions, Ivanhoe Theater, Chicago)
- 1996: Rough for Theatre II (Buckets o' Beckett '96 Presented by The Splinter Group, Mercury Theater Chicago, Chicago)
- 1996: Emma's Child (Victory Gardens Greenhouse Theater Upstairs Mainstage, Chicago)
- 1997: The Tempest (First Folio Theatre, Oak Brook)
- 2004: Hidden Laughter (Remy Bumppo Theatre Company, Victory Gardens Greenhouse Theater Upstairs Mainstage, Chicago)
- 2005: Nathan the Wise (Chicago Festival of the Arts, Theatre Building Chicago, Chicago)
- 2006: The David Mamet Festival (Goodman Theatre, Chicago)
- 2006: A Life in the Theatre (Goodman Theatre, Albert Ivar Goodman Theatre, Chicago)
- 2006: The Best Man (Remy Bumppo Theatre Company, Victory Gardens Greenhouse, Chicago)
- 2007: Fiction (Remy Bumppo Theatre Company, Victory Gardens Greenhouse, Chicago)
- 2008: Othello (Chicago Shakespeare Theater, Courtyard Theater at Chicago Shakespeare Theater, Chicago)
- 2008: The Voysey Inheritance (Remy Bumppo Theatre Company, Victory Gardens Greenhouse, Chicago)
- 2009: Heroes (Remy Bumppo Theatre Company, Victory Gardens Greenhouse Theater Downstairs Mainstage, Chicago)
- 2010: Night and Day (Remy Bumppo Theatre Company, Victory Gardens Greenhouse Theater Upstairs Mainstage, Chicago)
- 2010–2011: The Importance of Being Earnest (Remy Bumppo Theatre Company, Victory Gardens Greenhouse Theater Upstairs Mainstage, Chicago)
- 2011: Mourning Becomes Electra (Remy Bumppo Theatre Company, Victory Gardens Greenhouse, Chicago)
- 2012: Camino Real (Goodman Theatre, Albert Ivar Goodman Theatre, Chicago)
- 2013: Julius Caesar (Chicago Shakespeare Theater, Courtyard Theater at Chicago Shakespeare Theater, Chicago)
- 2013: Henry VIII (Chicago Shakespeare Theater, Courtyard Theater at Chicago Shakespeare Theater, Chicago)
- 2014: Our Class (Remy Bumppo Theatre Company, The Greenhouse Theater Center, Chicago)
- 2014: Both Your Houses (Remy Bumppo Theatre Company, The Greenhouse Theater Center, Chicago)
- 2015: Love and Information (Remy Bumppo Theatre Company, The Greenhouse Theater Center, Chicago)
- 2016: Tug of War: Foreign Fire (Chicago Shakespeare Theater, Courtyard Theater at Chicago Shakespeare Theater, Chicago)
- 2016: Tug of War: Civil Strife (Chicago Shakespeare Theater, Courtyard Theater at Chicago Shakespeare Theater, Chicago)
- 2017: Pygmalion (Remy Bumppo Theatre Company, The Greenhouse Theater Center, Chicago)
- 2017: Uncle Vanya (Goodman Theatre, Owen Bruner Goodman Theatre, Chicago)
- 2017–2018: Puff: Believe It or Not (Remy Bumppo Theatre Company, The Greenhouse Theater Center, Chicago)
- 2018: An Enemy of the People (Goodman Theatre, Albert Ivar Goodman Theatre, Chicago)
- 2018: Indecent (Victory Gardens Theater, Victory Gardens Biograph Theatre Zacek-McVay Mainstage, Chicago)
- 2019: The Father (Remy Bumppo Theatre Company, Theater Wit, Chicago)
- 2019: If I Forget (Victory Gardens Theater, Victory Gardens Biograph Theatre Zacek-McVay Mainstage, Chicago)

Regisseur
- 1974–1975: Demons: A Possession (Playwrights Horizons, New York City)
- 1983: The Tempest (Oak Park Festival Theatre, Oak Park)
- 1986: The Comedy of Errors (Oak Park Festival Theatre, Oak Park)
- 1987: Angel Street (Court Theatre, Chicago)
- 1987: The Taming of the Shrew (Oak Park Festival Theatre, Oak Park)
- 1988: The Merchant of Venice (Oak Park Festival Theatre, Oak Park)
- 2007: Mrs. Warren's Profession (Remy Bumppo Theatre Company, Chicago)
- 2009: As You Like It (Utah Shakespeare Festival)
- 2010: Les Liaisons Dangereuses (Remy Bumppo Theatre Company, Victory Gardens Greenhouse Theater Upstairs Mainstage, Chicago)
- 2013–2014: An Inspector Calls (Remy Bumppo Theatre Company, Greenhouse Theater Center Upstairs Mainstage, Chicago)
- 2017: Born Yesterday (Remy Bumppo Theatre Company, Greenhouse Theater Center Upstairs Mainstage, Chicago)

## Auszeichnungen und Nominierungen
- 1985: Nominierung für den Jeff Award in der Kategorie Actor in a Principal Role – Play für seine Rolle in The Philanthropist am Court Theatre
- 1986: Nominierung für den Jeff Award in der Kategorie Actor in a Principal Role – Play für seine Rolle in The Real Thing am Northlight Theatre
- 2001: Auszeichnung mit dem Jeff Award als Actor in a Supporting Role – Play für seine Rolle in Endgame mit der American Theater Company
- 2006: Nominierung für den Jeff Award in der Kategorie Actor in a Principal Role – Play für seine Rolle in Power  mit der Remy Bumppo Theatre Company
- 2017: Nominierung für den Jeff Award in der Kategorie Director – Play für seine Inszenierung von Born Yesterday mit der Remy Bumppo Theatre Company
- 2019: Nominierung für den Jeff Award in der Kategorie Performer in a Principal Role – Play für seine Rolle als André in The Father